# Sandra Barwick
Pour les articles homonymes, voir Barwick.
Sandra Barwick est une athlète néo-zélandaise, née le 27 février 1949, adepte de la course d'ultrafond, spécialisée dans les courses de plusieurs jours et détentrice de plusieurs records du monde.

## Biographie
Sandra Barwick est détentrice de plusieurs records du monde toujours actuels, dont notamment les 6 jours sur piste, les 1 500 km, les 1 000 miles et les 2 000 km sur routes,,. En 1994, en l'honneur de l'anniversaire de la Reine, Barwick a été nommé membre de l'Ordre de l'Empire britannique, pour services rendus à l'athlétisme.

## Records du monde
Statistiques de Sandra Barwick d'après la Deutsche Ultramarathon-Vereinigung (DUV) :
- 6 jours piste : 883,631 km aux 6 j de Campbelltown en 1990[5],[2],[6]
- 1 000 km route : 7 j 16 h 11 min à l'Ultra Trio 1300 Mile Race Sri Chinmoy de New York en 1991 (1 000 km split)[6]
- 1 500 km route : 11 j 16 h 51 min 33 s à l'Ultra Trio 1300 Mile Race Sri Chinmoy de New York en 1991 (1 500 km split)
- 1 000 miles route : 12 j 14 h 38 min 40 s à l'Ultra Trio 1300 Mile Race Sri Chinmoy de New York en 1991 (1 000 miles split)[2],[6]
- 2 000 km route : 17 j 3 h 1 min 12 s à l'Ultra Trio 1300 Mile Race Sri Chinmoy de New York en 1991 (2 000 km split)
- 1 300 miles route : 17 j 22 h 46 min 7 s à l'Ultra Trio 1300 Mile Race Sri Chinmoy de New York en 1991

À noter que les records du monde des 6 jours piste, 1 500 km, 1 000 miles et 2 000 km routes sont toujours en vigueur en 2019.

## Records personnels
Statistiques de Sandra Barwick d'après la Deutsche Ultramarathon-Vereinigung (DUV) :
- 50 km piste : 4 h 40 min 28 s aux 48 h de Blackpool en 1988 (50 km split)
- 100 km en salle : 9 h 43 min 18 s aux championnats du monde IAU des 24 h de Milton Keynes en 1990 (100 km split)
- 6 heures piste : 60,318 km aux 48 h pédestres de Surgères en 1996 (6 h split)
- 12 heures en salle : 120,183 km aux championnats du monde IAU des 24 h de Milton Keynes en 1990 (12 h split)
- 24 heures en salle : 186,993 km aux championnats du monde IAU des 24 h de Milton Keynes en 1990
- 48 heures piste : 325,486 km aux 48 h de Blackpool en 1988